# Davit Katsarava
Davit Katsarava (en georgiano: დავით ქაცარავა; Tiflis, 9 de junio de 1977) es un activista civil, actor y camarógrafo georgiano, fundador del partido político Chven.

## Biografía
Katsarava se hizo popular por tener la idea de iniciar patrullas civiles cerca de Osetia del Sur, ocupada por Rusia. Dichas patrullas comenzaron el 25 de julio de 2017. También fue el fundador del movimiento civil "Fuerza en la Unidad". En agosto de 2024 fundó el partido político Chven con el número 23.
A su vez, es el presidente del Consejo de Supervisión de la Federación de Remo y el presidente de la Federación de Remo de Georgia. 